# 近藤由紀子
近藤 由紀子（こんどう ゆきこ、1949年1月8日 - ）は、日本のプロデューサー。株式会社コンコルディア代表取締役。音楽、舞台、イヴェント、映像プロデューサー、ライター。

## 人物
石川県七尾市で出生、石川県立七尾高等学校、早稲田大学第一文学部英文学科卒業
株式会社コンコルディアを2003年に創業し、音楽コンサートや芸能・ステージ活動のプロデューサーとして活躍。ライターとしても活動。コロナ前から、活動を続けている女性プロデューサーの数少ない一人。故郷の石川県能登の言葉の抑揚、アクセントが韓国語のそれに似ているということに気がつき、2002年の日韓サッカーワールドカップ共催以降の日韓の音楽交流の企画と開催（プロデュース）に中心的な役割を果たした。2003年に、江戸開府400年祭記念事業「桜座」のイヴェント企画・キャスティング・プロデュースしたことをきっかけに、韓国との音楽交流をライフワークとして2025年の今日まで取り組んでいる。国際和解映画祭の理事を務める。上皇后陛下も鑑賞した、2011年に紀尾井ホールで行われた「Whee Jine」（ポペラ歌手：ポップスとオペラの融合した音楽）の新年コンサートもプロデュースした。

## 来歴・創業までのエピソード
市内で理髪店を営んでいる両親の長女として生まれる。当時七尾市には映画館が4館あり、映画のポスターを店内に貼る謝礼としてもらう映画のチケットで母親は理髪店のお休みには、1日中映画館にいる映画三昧の人で、その母の後を追い、映画館に忍び込んで映画を見まくった少女時代。その時から漠然と映画に繋がる仕事に憧れる。
早稲田大学時代は東京12チャンネル（現、テレビ東京）で外国映画部、スター思い出のスタジオなどの番組でバイトをしながら映画に繋がる道を探る。
大学卒業後は岩波ホールに就職。フランスの国立高等映画学院で学んだ高野悦子支配人のもと、舞台、映画の企画・運営に携わる。在籍中に川喜多かしこ氏と高野悦子が立ち上げたエキプド・シネマ運動がある。
結婚・出産後は主婦業の傍ら、ドラマのプロットライターとして活動。
サンデー毎日3週連載の記事、水谷八重子を取材し書き上げた。その時、水谷八重子より新橋演舞場のこけら落としに招待される。
また、1979年NHK土曜ドラマ「失楽園79'」（市川森一脚本）の主演、根津甚八に能登地方の方言指導を行う。

## 来歴・アーティストプロデューサーからコンコルディア創業まで
49歳の時に加古隆との出逢いからアーティストプロデューサーとして請われてプロデューサー人生をスタート。
最初に手掛けたコンサートは故郷七尾市からだった。その後数々のコンサートをプロデュース。特筆するコンサートは、父親が陸軍の航空部隊のパイロットで最期は特攻として出撃するときに終戦となったことから命のバトンをもらったことで、20世紀、戦争で亡くなった人々へのレクイエムのコンサートをしたいと企画書を書き、杏林製薬から1000万のスポンサーを獲得し、加古隆　「映像の世紀 2000年スペシャルコンサート」大阪ザ・シンフォニーホール/東京Bunkamuraオーチャードホールで開催を実現させ、プロデュース、大反響となったコンサート。加古隆の名前が一挙に急浮上した。 
CONCORDIAを創業したのは2003年で、「地球が平和で美しい星でありますように」との希望と、「音楽・芸術文化は平和の使者」「民族を越え、国を越え、CONCORDIA(輪・和)の力で、私たちは未来に繋がる現在(いま)を創造」するとの抱負から創業。
江戸開府400年祭記念事業「桜座」のイヴェント企画・キャスティング・プロデュースしたことをきっかけに、韓国との音楽交流をライフワークとして2025年の今日まで取り組んでいる。国際和解映画祭の理事を務める。
2003年平原綾香を父親の平原まことの依頼により洗足学園高校の学園祭のミュージカルで準主役を演じている平原綾香の声を聴き、本人の意思も確認し当時、スター的な歌手がいないドリーミュージックに売り込んだ。「Jupiter」でシングルデビューを、また、アルバム「ODYSSEY」の日韓同時発売をプロデュースするなど大反響となった。
その際、電通に売り込み、NECのコマーシャル出演、NHKスタジオパークテーマソングも近藤が精力的に動いて獲得した。
2004年〜2007年、コスモ石油の社会貢献活動の一環で［自然と人との関わりを考える］をテーマとしたコンサートをプロデュースし、話題を呼んだ。
2004年9月より国際派の韓国男性デュオ「SoRi」の日本でのプロデューサーとなる。
2005年3月、日韓同時リリースのSoRi「OVER THE SEA」を日韓友情年のメモリアルアルバムとしてプロデュース。 そのアルバムのコンセプトを具現化した早稲田大学校友会、早稲田大学、各学生団体の支援のもと、SoRi「OVER THE SEA」〜夢は海を越えて〜で韓国人としては史上初めての大隈講堂でのライブを実現させ、その模様はフジテレビ全国ネットのニュース番組FNNスピークでショートドキュメンタリーとして放映された。
2007年2月SoRiのヴォーカルKennyを日本メジャーデビューさせ、2009年2nd single・Kenny「涙〜世界のどこかで瞬間(いま)」をプロデュース。取材中にミャンマーで銃撃された映像ジャーナリスト長井健司さんの報道を目の当たりしたまさにその瞬間に溢れ出た歌詞で、世界中の子供達の笑顔のために「愛と平和」の祈りを音楽で届ける活動をスタート。平成21年度NHK歳末たすけあいのメッセンジャーとしてkennyが出演し、「涙〜世界のどこかで瞬間」の音楽と共に全国に放映された。現在、YouTubeでカンボジアの孤児院や村の子ども達の笑顔を撮影した写真家・宮本敬文の初監督PVが音楽と共に話題を集めている。
2011年1月、韓国のPopera・テノール歌手・Whee Jine(フィージン)の「Whee Jine New Year Concert, in Japan,2011」をプロデュースし、皇后陛下の公式なご臨席を賜り、韓国と日本の心が繋がるコンサートとしてKBS他韓国メディアがビッグニュースで繰り返し報道され、日韓の友好親善の役割を果たした。
2012年2月にEMIミュージック・ジャパンよりリリースされた日本デビュー・アルバム「イルミネーションズ〜光満ちる時へ」をプロデュースし、東日本大震災で犠牲になった方々、被災した方々に災害FMなどで音楽が届けられ、NHKテレビで全国に放送された。
2014年日韓国交正常化50周年にあたる年の初めに「Whee Jine &古橋郷平　New Year Concert,2015〜響き合う瞬間(とき)」を紀尾井ホールでのコンサートを企画・プロデュース。新聞メディアで友好の懸け橋として取り上げられた。また、NHK総合テレビ「おはよう日本」全国に報道された。
2017年クリスマスの日に、ミャンマー・カチン族、チン族他難民の子どもたちを招待し、紀尾井ホールで開催した日本国際社会事業団（ISSJ）子ども支援事業のコンサートをプロデュース。近藤の声掛けで、ニューヨークから秋吉敏子・ルータバキン他世界からアーティストが参加した。
2022年12月紀尾井ホールにてコンコルディア創業20年記念コンサート「祈りの響」を開催。
現在、そのコンサートに出演させた、当時、韓国、延世大学の音楽部の学生だったJin Woｎが、後に、メンバーの一人となって活動しているクラシッククロスオーヴァー「Libelante」の日本でのコンサートプロデュースに現在も取り組んでいる。
2025年3月、令和6年能登半島地震復興祈念公演と位置付けた能登演劇堂での開催をプロデュースした舞台劇「まつとおね」（まつ役 吉岡里帆、おね役 蓮佛美沙子）は、NHKおはよう日本のニュースに取り上げられるなど、マスコミ各社が取材、報道、全国から能登に大勢の観客が集い、大反響となり、舞台劇のテーマ、平和への祈りが多くの人々に届けられ、被災した能登の人々の心の復興の一助となった。

## 主な作品

### 舞台
- 2025年　令和6年能登半島地震復興祈念公演 能登演劇堂「まつとおね」（まつ役 吉岡里帆　おね役 蓮佛美沙子） - 企画・キャスティング・プロデュース

### 音楽（CD）
平原綾香
- シングルCD「Jupiter」 （Dreamusic）2003年
- アルバム「ODYSSEY」（Dreamusic）　2004年 (日韓同時発売)
- 「明日」（Dreamusic）　倉本聰脚本「風のガーデン」主題歌（作曲　アンドレ・ギャニオン　作詞　松井五郎）
- 「歌う風」（Dreamusic） - NHK総合テレビ 「スタジオパークからこんにちは」テーマソング
- 「虹の予感」（Dreamusic）　NTTドコモ「ムーバN506i」タイアップ - NEC携帯コマーシャル出演プロデュースにより
- 「ハロー アゲイン、JoJo」（Dreamusic）NHK「みんなのうた」タイアップ、世界的アニメータ、ハンス・バッハ氏とのコラボ ※近藤由紀子による平原綾香をプロデュースした最後の作品

SoRi
- 「OVER THE SEA」（ユーズミュージック/CONCORDIA）2005年
- 「LOVE SONGS OVER THE SEA」（CONCORDIA）
- 「Chu-Chu-Chu〜笑顔を見せて」　NHKユアソングタイアップ （（ユーズミュージック/CONCORDIA）

加藤登紀子
- 「能登の夢/百年の恋歌」（Tokiko Records/CONCORDIA）世界農業遺産記念CD「能登の里山里海」認定記念2012年

古橋郷平
- 「AMORE」（Dreamusic）2016年

- 村治佳織作曲によるエンディングテーマ曲=Ayakoをプロデュース（映画「いのちの停車場」吉永小百合主演）2021年

### コンサート、イベント
- 加古隆　「映像の世紀 2000年スペシャルコンサート」（大阪ザ・シンフォニーホール/東京Bunkamuraオーチャードホール、2000年）
- 加古隆　「SCENE〜映像から音楽がうまれるとき　2001年」石川県立音楽堂会館記念事業としてアンサンブル金沢と共演 （東京サントリーホール/　大阪ザ・シンフォニーホール、2001年）
- 広田智之　オーボエ・リサイタル「瞬間と永遠」（すみだトリフォニーホール・大ホール、2001年）
- 「Ryoko Moriyama（森山良子）コンサート」（ホテルニューオータニ、日本YPO創立40周年記念行事、2002年）
- 「桜座　Sakuraza」江戸開府400年記念事業オープニングステージ（韓国、ロシア中国のアーティストの企画・キャスティング・コンサートプロデュース）、2003年
- 産経新聞創刊70周年記念事業、2003年 音楽は民族を越え、歴史を越え、未来を創る
- 「美しい世紀のために」　ショスタコーヴィチ&ハチャトリアン - 演奏カテリーナ・マヌーキアン
- 「Makoto Hirahara 30th Anniversary Live Concert〜HEART〜」東京オペラシティコンサートホール、2004年
- コスモ石油 「Voice of the earth」、環境問題をテーマに紀尾井ホールで4回開催、2004年〜2007年
- 2005年　早稲田大学125周年記念　日韓友情年2005記念事業 SoRi“OVER THE SEA”WASEDA UNIVERSITY LIVE CONCERT 〜夢は海を越えて〜” - 大隈講堂（FNNスピークで全国にダキュメンタリー映像が報道された）
- 2008年　東海自動車道開通記念「五箇山音楽祭」 - 企画・プロデュース（一青窈、川井郁子、Kenny出演）
- 2010年　鈴木良雄「Bass×Piano」 秋吉敏子他（紀尾井ホール）
- 2011年　Whee Jineにとって夢そして希望だった音楽が海を越え、時を越えてあなたの胸に届く日  「Whee Jine New Year Concert in Japan，2011」（紀尾井ホール） - 美智子皇后陛下（現上皇后）公式ご臨席
- 2011年　Whee Jine Concert in Autumn,2011-ただ愛のために（紀尾井ホール　東北大震災被災地学校コンサート多数）
- 2012年　Joji Hirota＆London Metropolitan Orchestra　- チャリティー東北３県コンサートツアー　日本Associate producer
- 2013年　加藤登紀子 能登の夢コンサート（七尾市文化ホール、東京中野ZEROホール）
- 2014年　「Whee Jine Concert, 2014 June 〜祈り」（東京王子ホール、盛岡市民文化ホール）
- 2015年　日韓国交正常化50周年記念コンサート　Whee Jine&古橋郷平　New Year Concert,2015〜響き合う瞬間(とき) - NHKおはよう日本で報道される。
- 2016年　Gohei Kohashi「音楽が繋ぐ未来へ」 - スペシャルゲスト　荒川静香（トリノオリンピック金メダリスト）
- 2016年　サンディエゴで開催する世界平和の祈念式典で古橋郷平で歌唱、稲盛和夫氏が尽力した「The Japanese Friendship Gaden」でのコンサートをプロデュース。
- 2017年　「Pray for Peace Concert」日本における難民支援コンサート。 - 秋吉敏子、ルータバキン、マッズ・トーリング、黒田亜樹他。
- 2017年　金沢ジャズストリート、リニューアルオープンコンサート 「Kanazawa　Jazz Street　2017」 - オーケストラアンサンブル金沢とマッズ・トーリング、秋吉敏子共演をプロデュース。
- 2022年　CONCORDIA 20th Anniversary Concert Series1 「祈りの響」コンサート - Mads Tollinｇ、Jin Won他
- 2023年　Libelante1ｓｔ　Concert in Japan.2023（東京紀尾井ホール/七尾市文化ホール）

### その他
- 1979年 NHK土曜ドラマ「失楽園79'」（市川森一脚本、根津甚八に方言指導）
- 1999年 第12回東京国際映画祭“国際女性映画週間”「月の虹（原題:THE QUARRY）」（監督:マリオン・ハンセル、1998年制作、第22回モントリオール世界映画祭グランプリ作品）出品プロデュース
- 2003年 ジェネシス〜ミケランジェロの詩と光彩〜増浦行仁写真展 （東京都写真美術館）
- 2005年〜2007年　九谷焼 山本芳岳展　三越日本橋

## 外部サイト
- 朝日新聞2025年2月28日「復活の「能登演劇堂」で、平和と復興祈る2人芝居「まつとおね」」
- 経済産業省のDREAM GATE
- 能登半島地震復興公演「まつとおね」記者発表記事
- コンコルディア